# Erich Schreiner
Erich L. Schreiner (* 26. Juni 1950 in Wien) ist ein ehemaliger österreichischer Politiker (FPÖ) sowie Wirtschaftstreuhänder und Unternehmensberater. Schreiner war von 1990 bis 1998 Abgeordneter zum Österreichischen Nationalrat sowie zwischen 1995 und 1996 Abgeordneter zum Europäischen Parlament.

## Ausbildung und Beruf
Schreiner besuchte von 1956 bis 1960 die Volksschule in Langenlois und im Anschluss bis 1962 das Akademische Gymnasium Melk. Danach wechselte er bis 1965 an das Realgymnasium Krems und absolvierte von 1966 bis 1970 die Höhere Bundeslehr- und Versuchsanstalt für Wein- und Obstbau in Klosterneuburg. Nach der Matura leistete Schreiner zwischen 1970 und 1971 den Präsenzdienst ab und studierte von 1971 bis 1972 an der Universität für Bodenkultur Wien. Schreiner wechselte jedoch danach 1972 an die Wirtschaftsuniversität Wien und schloss sein Studium 1977 mit dem akademischen Grad Mag. rer. soc. oec. ab. Zudem hatte Schreiner zuvor 1974 an der Wirtschaftsuniversität Buenos Aires studiert und besuchte 1974 die "summer school" der Wirtschaftshochschule St. Gallen. 2008 begann er ein Doktoratsstudium an der Paneuropa Universität in Bratislava und beendete dies 2012, erfolgreich mit der Graduierung zum PhD.
Beruflich war Schreiner ab 1977 zunächst als Berufsanwärter in einer Wirtschaftstreuhandgesellschaft tätig und machte sich 1982 als Wirtschaftstreuhänder selbständig. Er war ab 1984 bzw. 1988 Mitgesellschafter von zwei Unternehmensberatungsgesellschaften und Geschäftsführer einer Unternehmensberatungsgesellschaft. Zudem war er als Steuerberater und Gesellschafter von FPÖ-Wohnbaufirmen tätig. 1999 gründete er mit der Euro-Consult GesmbH ein branchenübergreifendes Netzwerk für Beratung und ist seit 2003 zudem Geschäftsführer der Schreiner & Schreiner Wirtschaftstreuhand GmbH in Krems, die 2003 aus zwei bis dahin selbständigen Einzelkanzleien entstand. Neben diesen beruflichen Tätigkeiten hatte er noch Aufsichtsratfunktionen in der Hypo Niederösterreich in der Wohnbaugesellschaft Finova AG, weiters fungierte er als kontrollierender Verwaltungsrat in der Nordic International AG in Luzern (Schweiz).

## Politik
Schreiner war zwischen 1978 und 1980 Gemeindeparteiobmann der FPÖ Langenlois und gehörte im Anschluss von 1980 bis 1981 dem Gemeinderat der Stadt Langenlois an. Er hatte zudem zwischen 1980 und 1993 das Amt des Bezirksparteiobmann der FPÖ Krems inne und war ab 1990 Landesparteiobmann-Stellvertreter der FPÖ Niederösterreich. Zudem fungierte er als Mitglied des Ausschusses der Wirtschaftskammer Niederösterreich. Schreiner vertrat die FPÖ zwischen dem 5. November 1990 und dem 7. Mai 1995 im Nationalrat als Finanzsprecher und gehörte diesem Gremium zudem am 15. Jänner 1996 sowie zwischen dem 12. November 1996 und dem 13. Mai 1998 an. Zwischen dem 1. Jänner 1995 und dem 11. November 1996 war er zudem Abgeordneter zum Europäischen Parlament. Schreiner war neben seiner Funktion als Finanzsprecher auch Wirtschaftssprecher des FPÖ-Parlamentsklubs. Nach Bekanntwerden der Affäre um Peter Rosenstingl trat er 1998 zurück.  Er betrieb mit Rosentstingl eine gemeinsame Firma und war als Konsulent für FPÖ-Wohnbaufirmen aktiv. Sein Parteiausschluss wurde 2002 in letzter Instanz vom Parteischiedsgericht bestätigt, seine Mitgliedschaft beim Ring freiheitlicher Wirtschaftstreibender blieb bis zum heutigen Tag aufrecht.